# ランポ (駆逐艦)
ランポ (Lampo) はイタリア海軍の駆逐艦。フォルゴーレ級。第二次世界大戦で戦没。

## 艦歴
1930年1月30日起工。1931年7月26日進水。1932年8月13日就役。
1940年7月、カラブリア沖海戦に参加。1941年3月、駆逐艦4隻水雷艇1隻と共同で北アフリカへの船団を護衛。4月、駆逐艦3隻と共同でトリポリからナポリへの船団を護衛。同月、駆逐艦「ルカ・タリゴ」、「バレノ」と共にナポリからトリポリへの船団を護衛。その途中の16日にイギリス海軍の攻撃を受けて船団は全滅、「ランポ」も大破擱座した（タリゴ船団の戦い）。
8月8日に「ランポ」は引き揚げられ、修理の上1942年5月に再就役した。
1942年7月、エーゲ海からベンガジへの船団とベンガジからブリンディジへの船団の護衛に従事。7月、バーリからエーゲ海への船団を駆逐艦1隻水雷艇1隻と共同で護衛。
12月、水雷艇1隻と共にタンカーの護衛中、敵機の攻撃を受けタンカーが損傷。同月、北アフリカからシチリア島パレルモまでの船団護衛に従事。その後も北アフリカとイタリア間の船団護衛に従事する。1943年4月30日、駆逐艦「レオーネ・パンカルド」、ドイツ駆逐艦「ヘルメス」と共にチュニジアへの兵員などの輸送中にボン岬沖で爆撃により沈没。